# Удінцев Всеволод Аристархович
Всеволод Аристархович Удінцев (1865—1930) — доктор права, професор Київського університету, провідний вчений-комерціоналіст дорадянського періоду.

## Біографія
Народився 29 жовтня 1865 року в родині священика в селі Нев'янське Ірбітського повіту Пермської губернії. Здобувши середню освіту в Єкатеринбурзькій гімназії, продовжив навчання на юридичному факультеті Московського університету і Демидівському юридичному ліцеї, в останньому був приват-доцентом і читав лекції з торговому праву.
Пізніше перейшов в Київський університет, де захистивши дисертацію на тему торгового права перебував на посаді екстраординарного і ординарного професора на кафедрі торгового права. У 1909 році перейшов на кафедру цивільного права. Викладав та був деканом юридичного відділення Київських вищих жіночих курсів.
У 1911 році перейшов в Санкт-Петербурзький університет на кафедру цивільного права. У 1913 році був обраний деканом юридичного факультету, крім того призначений головою юридичних випробувальних комісій при різних російських університетах.
Як автор багатьох наукових праць з цивільного та гірничозаводського права, в тому ж 1913 році він був призначений членом гірського ради у гірничопромислових справах. У 1916 році був призначений на посаду начальника головного управління у справах друку. З січня 1917 року — товариш міністра народної освіти.
Помер 1 січня 1930 року (за іншими даними 11.9.1945).

## Автор праць
- Дуалізм приватноправових систем. — Київ, 1894.
- Посесійне право. — Київ, 1896. (магістерська дисертація)
- Право на залягаючи в надрах копалини // Журнал Юридичного Товариства, 1897.
- Статистика злочинів в Пермській губернії // Юридичний Вісник, 1889.
- Історія обособлення торгового права. — Київ, 1900.
- Конспект лекцій з торгового права. — Київ, 1900.
- Викуп посесійних земель і лісів // Журнал Міністерства Юстиції, 1901.
- До питання про включення в цивільний уклад постанов про торгові угоди. — Київ, 1901. (докторська дисертація)
- Купівля-продаж і право власності: наукове видання. — Баку, 1926.